# Lijst van spelers van MP Mikkeli
Deze lijst omvat voetballers die bij de Finse voetbalclub MP Mikkeli spelen of gespeeld hebben. De namen van de spelers zijn alfabetisch gerangschikt.

## A
- John Allen

## C
- Sándor Csató

## F
- György Fabulya

## G
- Tibor Gruborovics

## H
- Jyrki Hämäläinen
- Jari Hudd
- Jyrki Huhtamäki
- Antero Hyttinen

## J
- Jussi Jääskeläinen
- Jasse Jalonen

## K
- György Kajdy
- Heikki Kangaskorpi
- Jokke Kangaskorpi
- Juuso Kangaskorpi
- Juha Karvinen
- Niklas Kivinen
- Antti Kuismala
- Einari Kurittu
- Martti Kuusela

## L
- George Lawrence
- Kim Lehtonen
- Stefan Lindström

## M
- Ilkka Mäkelä
- Mikko Manninen
- Eetu Muinonen

## N
- Kalle Nieminen
- Antero Nikkanen
- Antti-Pekka Nikola
- Vesa Nironen
- Pasi Nuija

## O
- Pekka Onttonen

## P
- Sakari Pihlamo
- Jorma Pirinen
- Harri Puhakainen
- Jyri Puhakainen

## R
- Markku Raatikainen
- Hannu Rajaniemi
- Vilho Rajantie
- Jouni Räsänen
- Roope Rautiainen
- Janne Reinikainen
- Risto Remes
- Józef Robakiewicz
- Antti Ronkainen
- Jukka Ruhanen
- Rauno Ruotsalainen

## S
- Harri Saarelma
- Mirosław Sajewicz
- Jari Sariola
- Ilkka Siitonen

## T
- T Kimmo Tarkkio
- Niko Teräsalmi
- Pentti Toivola
- Miikka Turunen

## V
- Reijo Vaittinen
- Hannu Valtonen
- Matti Vanhanen
- Esa Viitanen
- Timo-Pekka Viitikko

## W
- Baba Wusu